# Улица Маакри
У́лица Ма́акри (эст. Maakri tänav) — улица в Таллине, столице Эстонии.

## Географическое расположение
Пролегает через микрорайоны Маакри и Компасси городского района Кесклинн. Начинается от перекрёстка улиц Куке и Кивисилла, пересекается с улицами Торнимяэ и Леннуки и заканчивается на перекрёстке с улицей Антса Лаутера.
Протяжённость — 347 м.

## История

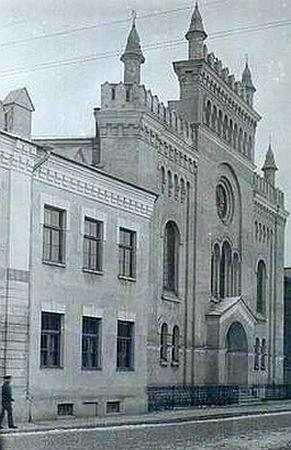
Синагога на улице Маакри, прим. 1900 год

Названия улицы в письменных источниках разных лет:
- 1849 год — нем. Mackerstraße;
- 1854, 1907, 1916 год — Макерская улица;
- 1885, 1921, 1938 год — эст. Maakri tänav;
- 1907 год — нем. Makerstraße;
- 1908, 1910 годы — эст. Maakre tänav;
- 1942 год — нем. Maakerstraße.

В одном из источников также упоминается такое название улицы, как нем. Kleine Dörptsche Straße.
Улица Маакри имеет интересную историю и в настоящее время является центром развивающегося делового квартала Маакри. 
До первого десятилетия XX века вдоль улицы стояли низкие деревянные постройки, которые затем были заменены величественными трёхэтажными каменными домами по проекту Жака Розенбаума. В 1909 году он спроектировал второй и мансардный этажи к существовавшим каменным зданиям (бывшей кузнице и жилому дому) по ул. Маакри 19, а также пристройку с мансардным этажом и декоративным фронтоном вместо деревянного здания вдоль улицы далее.
На участке недвижимости № 5 до Второй мировой войны находилась синагога, которую в 1884 году построили по проекту архитектора Николая Тамма-старшего и которая была разрушена в годы войны.
Ул. Маакри 14 — ранее здесь был двухэтажный деревянный жилой дом. По адресу Маакри 16/18 стоял двухэтажный гостевой дом, в котором в 1911 году жил поэт Юхан Лийв. В настоящее время строений с данными регистровыми номерами нет.
Общественный транспорт по улице не курсирует. 

## Застройка

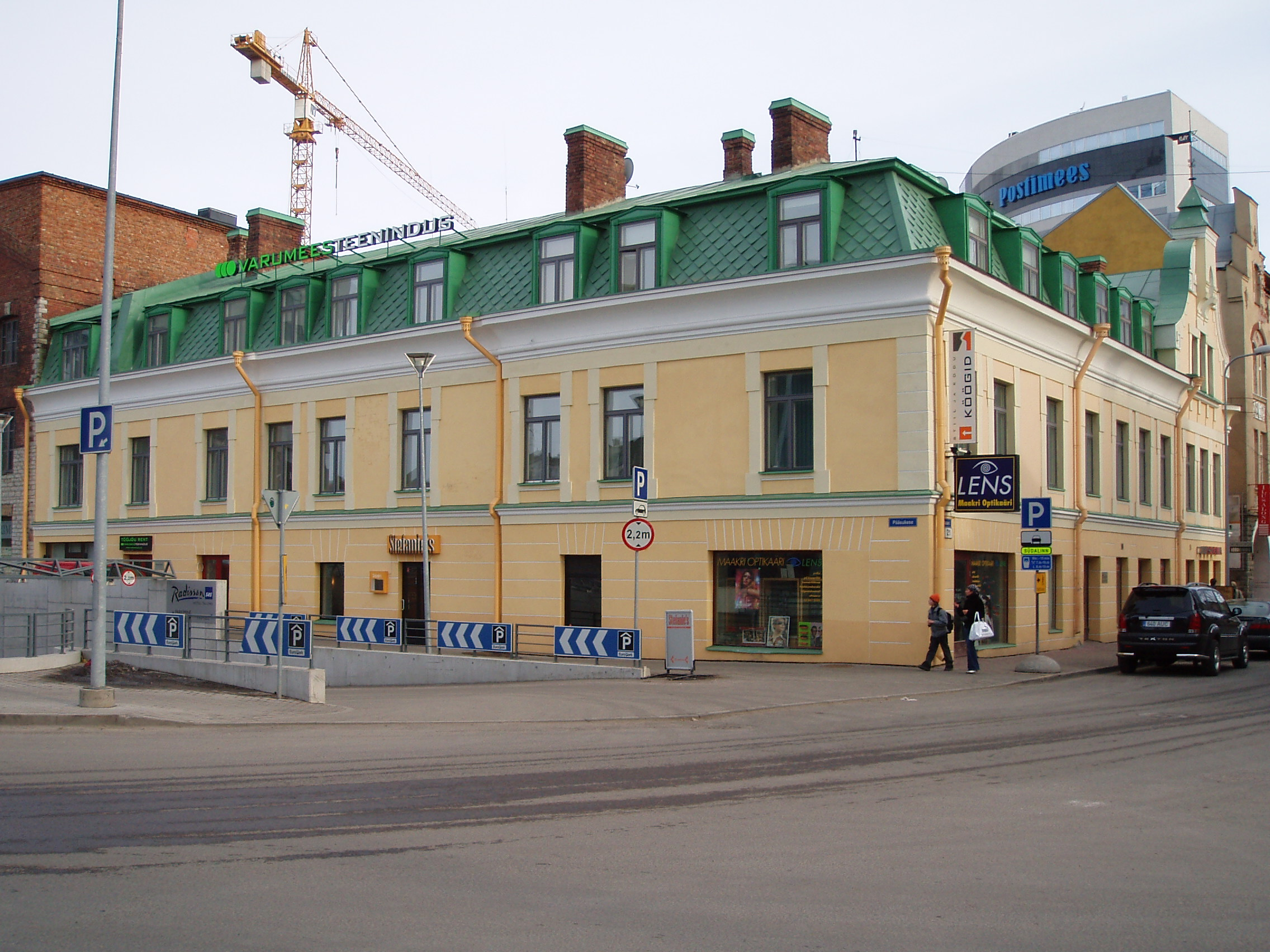
Дом 19/2 в 2005 году

Ул. Маакри 19  — комплекс бывших производственных зданий начала XX века, в течение лет перестраивавшийся в соответствии с нуждами владельцев. Внесён в Государственный регистр памятников культуры Эстонии как .  В годы Первой Эстонской Республики здания принадлежали Кожевенно-обувной фабрике «Унион», в советское время — производственному кожевенно-обувному объединению «Коммунар». В одном из зданий в 1908–1921 годах работала школа Таллинского Яановского прихода (эст. Tallinna Jaani koguduse kool). К комплекс входит дом 19/2 — 2-этажное каменное здание с мансардным  этажом, построенное в 1912 году. 
Ул. Маакри 19/1  — 30-этажное офисное здание с подземным этажом, построенное в 2019 году.
Ул. Маакри 21  — 4-этажное каменное здание, построенное в 1912 году. В 1923—1927 годах в нём работала Таллинская городская частная реальная гимназия Ольги Аморетти с русским языком обучения. 
Ул. Маакри 23 — бывшее производственное здание в стиле историзма, построено в 1911 году,  (архитектор Александр Ярон). Изначально здесь работала Мастерская химчистки и покраски Бирка. 
Дом 23А — 17-этажное офисное здание Maakri HUB, построено в 2021 году на каркасе бывшего офисного здания Postimehe Maja, где работала редакция газеты «Постимеэс».
Дом 25 — производственное здание бывшей бумажной фабрики Эдуарда Йохансона, построенное прим. в 1909 году. Ворота здания — копия прежней постройки. В настоящее время в здании работает коворкинг-центр «Workland». Его отделение также есть в доме по адресу ул. Маакри 19/2.
Ул. Маакри 28 — в начале XX века в двухэтажном здании действовала частная женская прогимназия Йоханны Рауинг (Johanna Rahwing). Здание сгорело в 2012 году.
Ул. Маакри 28А (первоначально Маакри 28),  — до 1935 года здесь располагалась частная гимназия Эльфриды Лендер (Elfriede Lender), которая затем переехала в новое здание по адресу улица Крейцвальда 25. После этого в доме работала частная гимназия Ханса Кубу (1892—1942, Усольлаг). Здание построено в 1906 году, архитектор Николай Тамм. Изначально оно было двухэтажным; в 1909 году со стороны двора к нему было пристроено здание квадратного плана по проекту инженера Карла Юргенсона (Karl Jürgenson, 1881—1941), в 1912 году на основном строении был возведён мансардный этаж по проекту архитектора Ганса Шмидта (Hans Schmidt, 1854—1923). В 1940 году здания были переданы в пользование типографии «Эду». Позже здесь разместились различные производства, конторы и жилые помещения, однако изменение функционального назначения существенно не изменило архитектуру зданий.
Дом 30 — 26-этажное офисное здание Skyon, построено в 2022 году.
Дом 36 — 20-этажный жилой дом люкс-класса, построен в 2003 году.

Улица Маакри
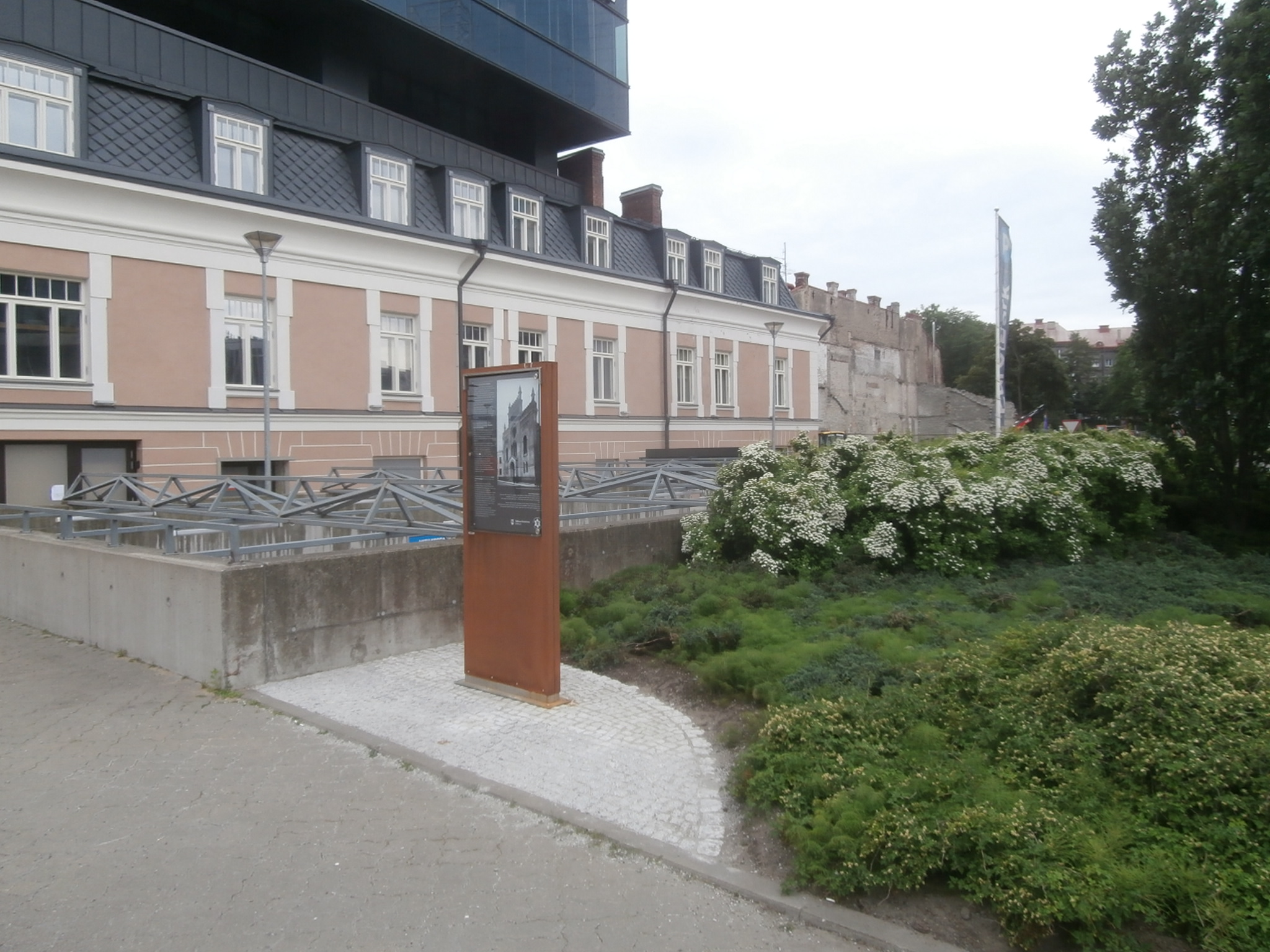
Информационный стенд на месте бывшей синагоги
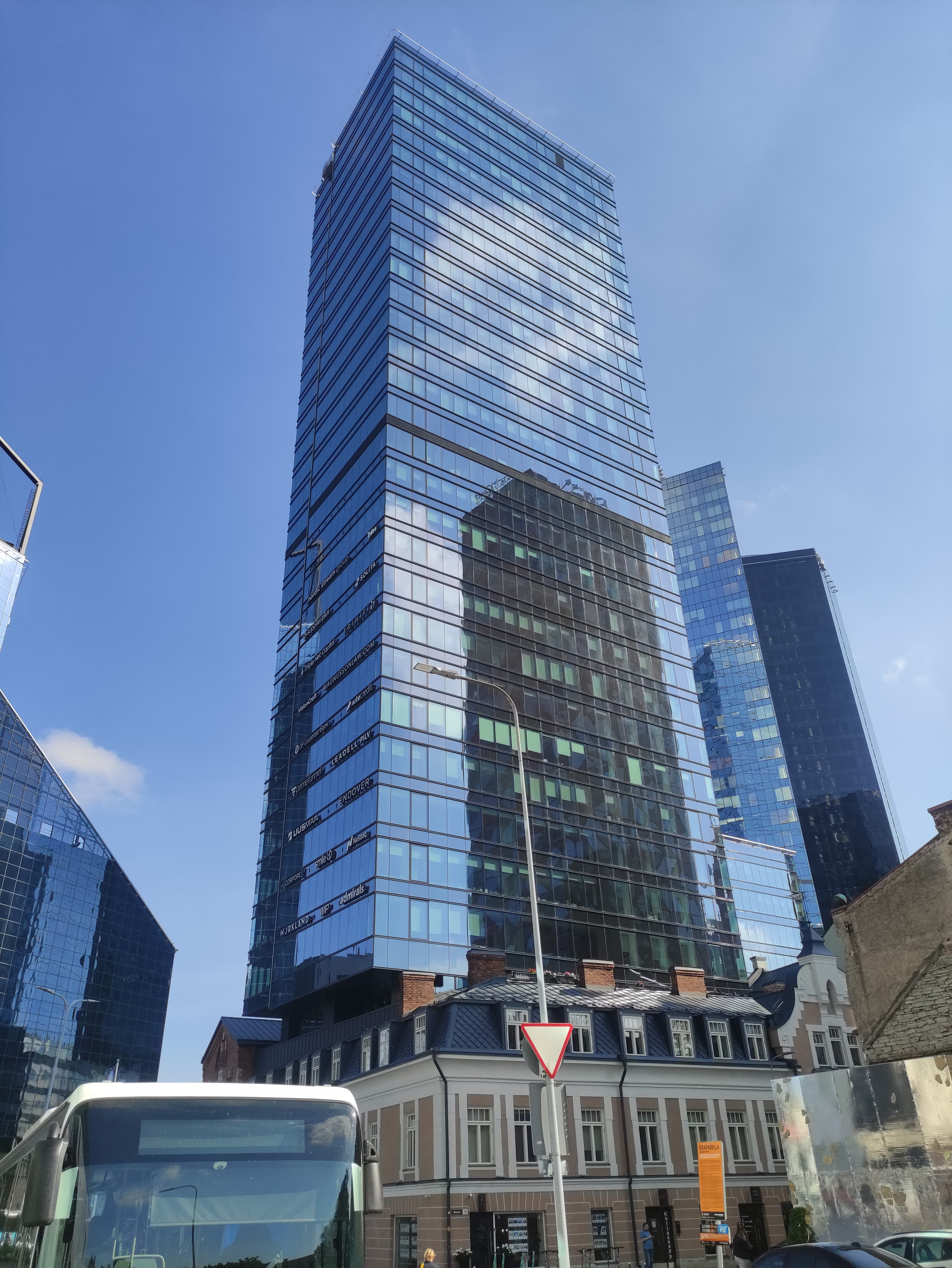
На переднем плане дом 19/2, за ним дом 19/1
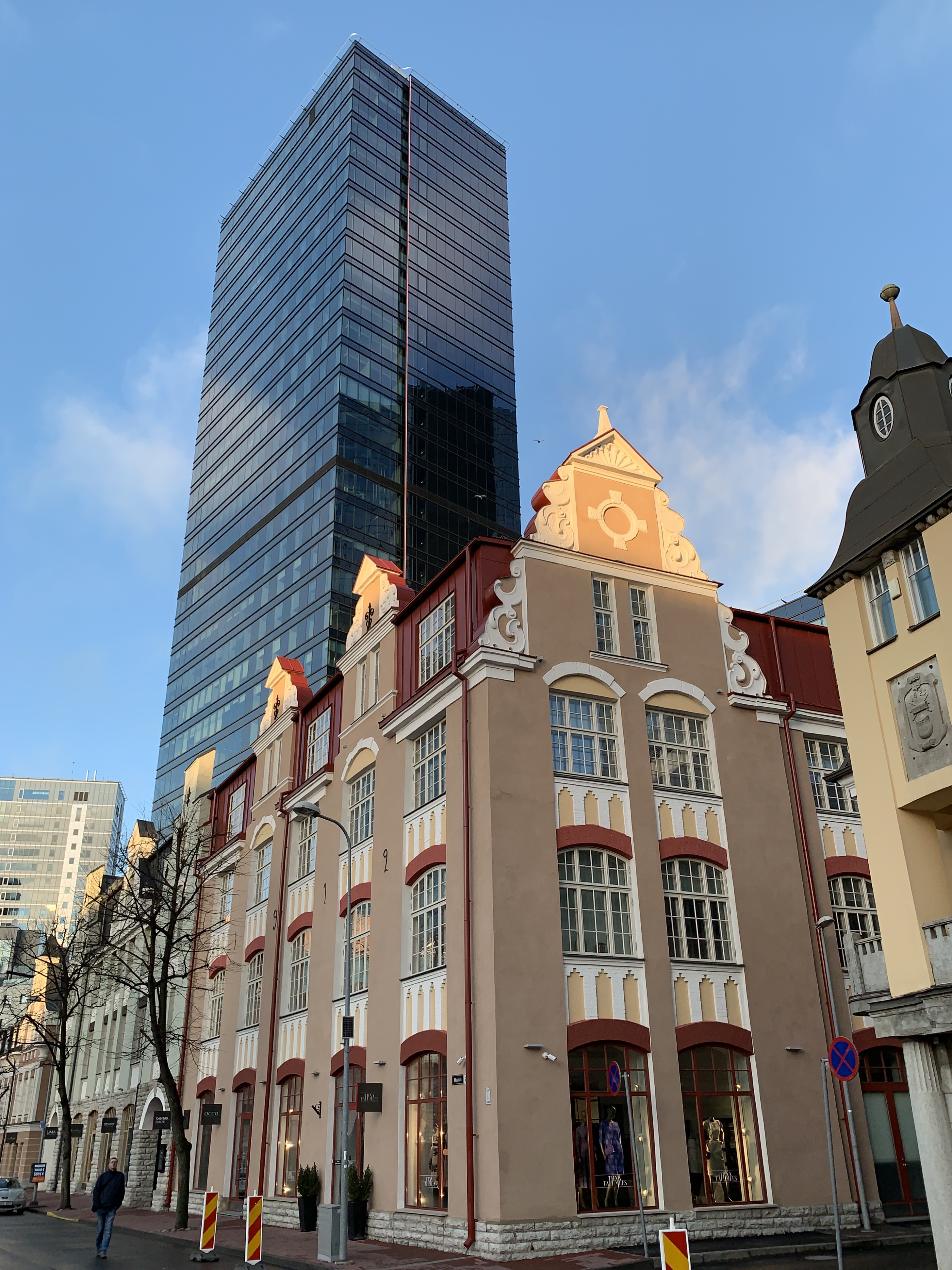
Дом 21 (на заднем плане дом 19/1)
Дома 21 (слева), 23 (на переднем плане) и 23А (в центре, макет)
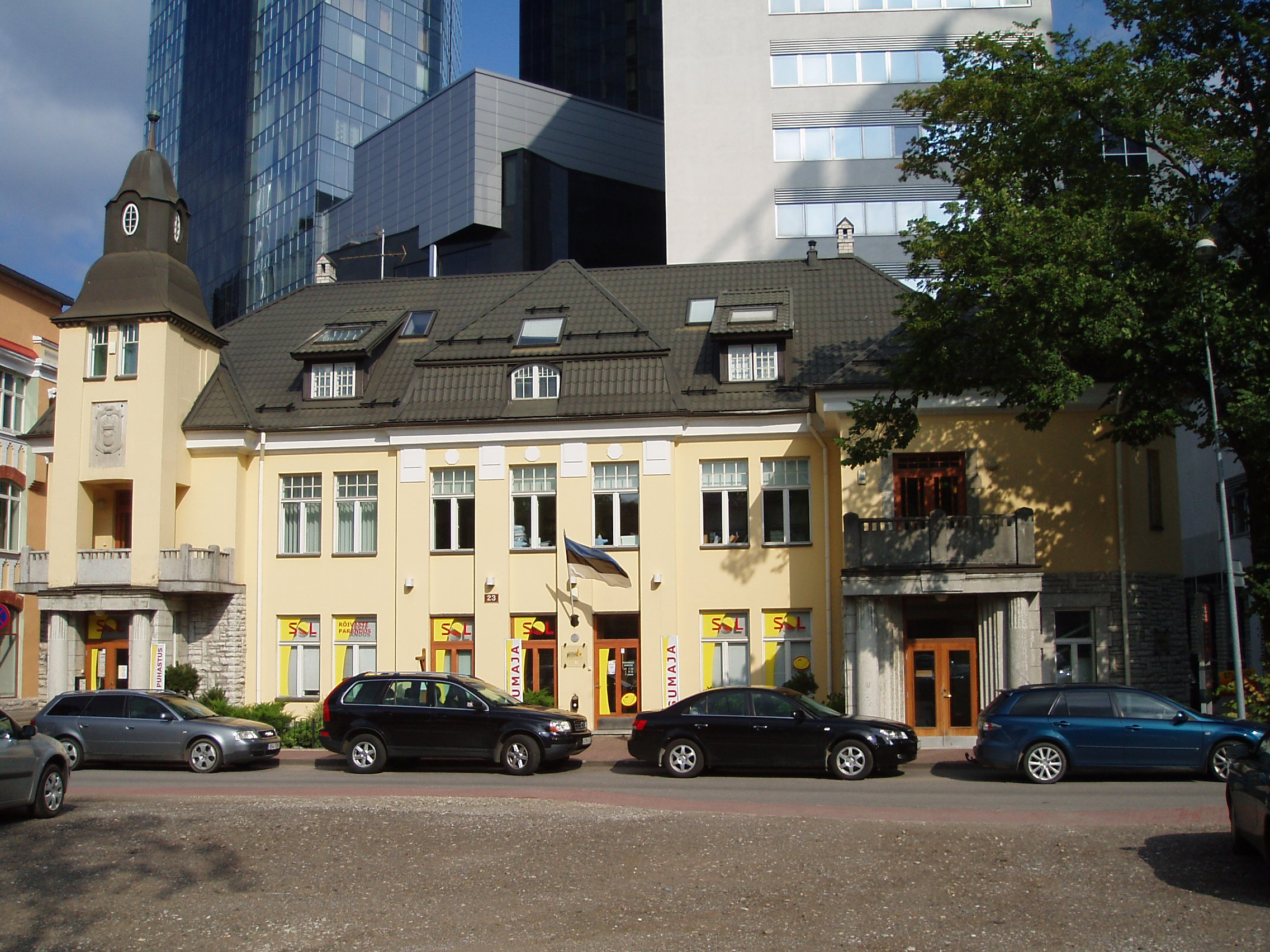
Дом 23
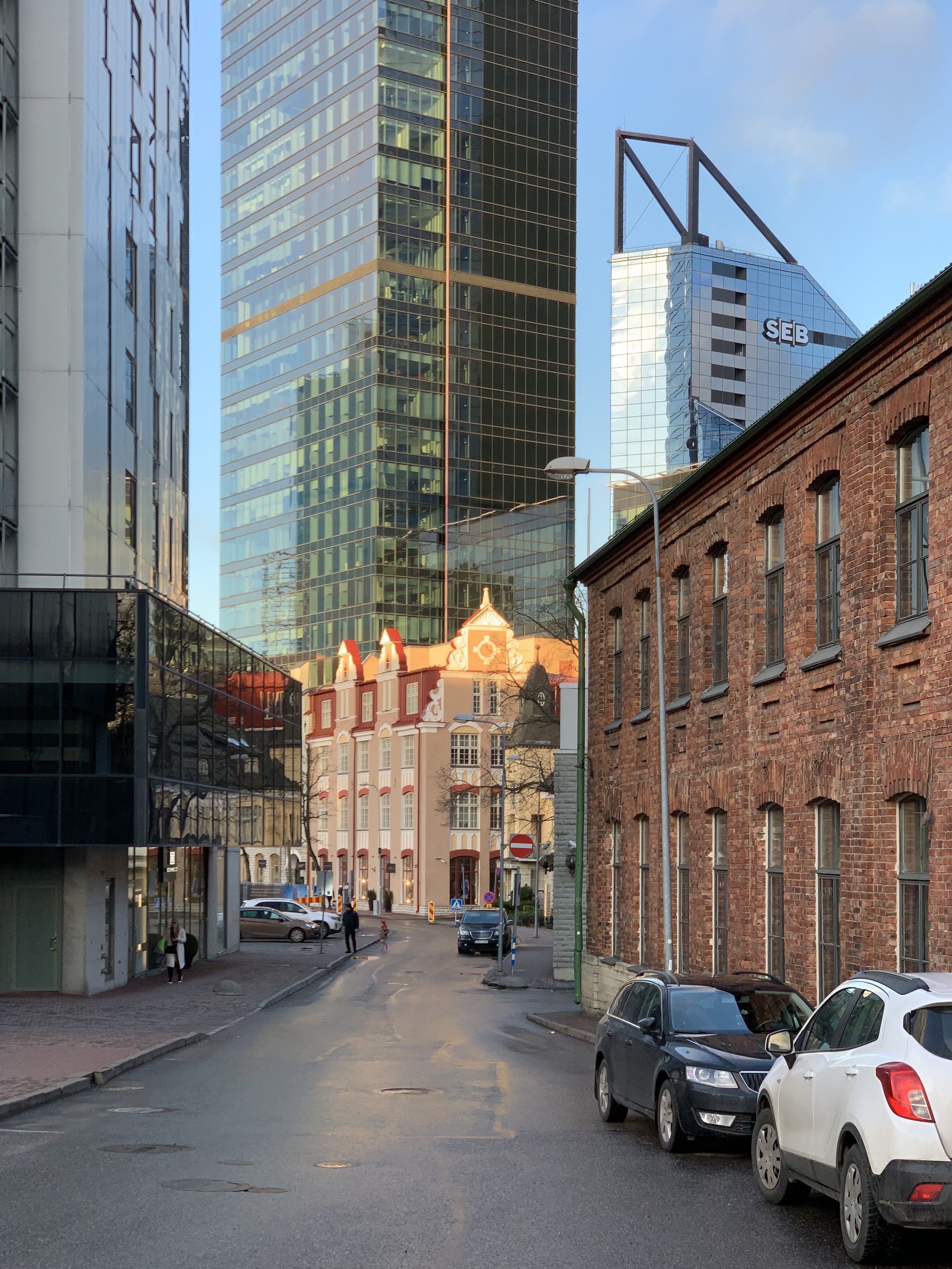
Вид в сторону начала улицы
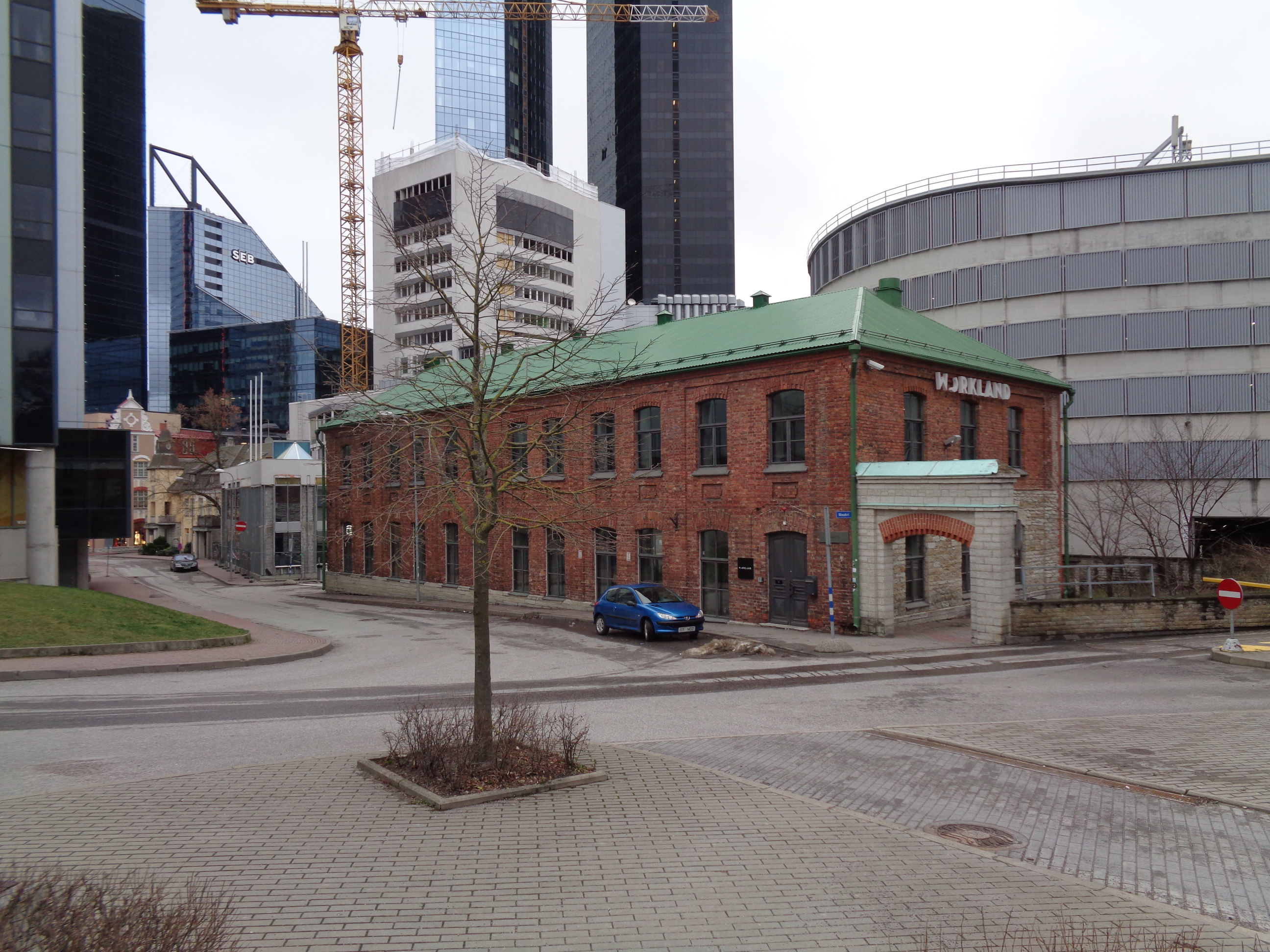
Дом 25, на заднем плане перестройка дома 23А (2021 год)
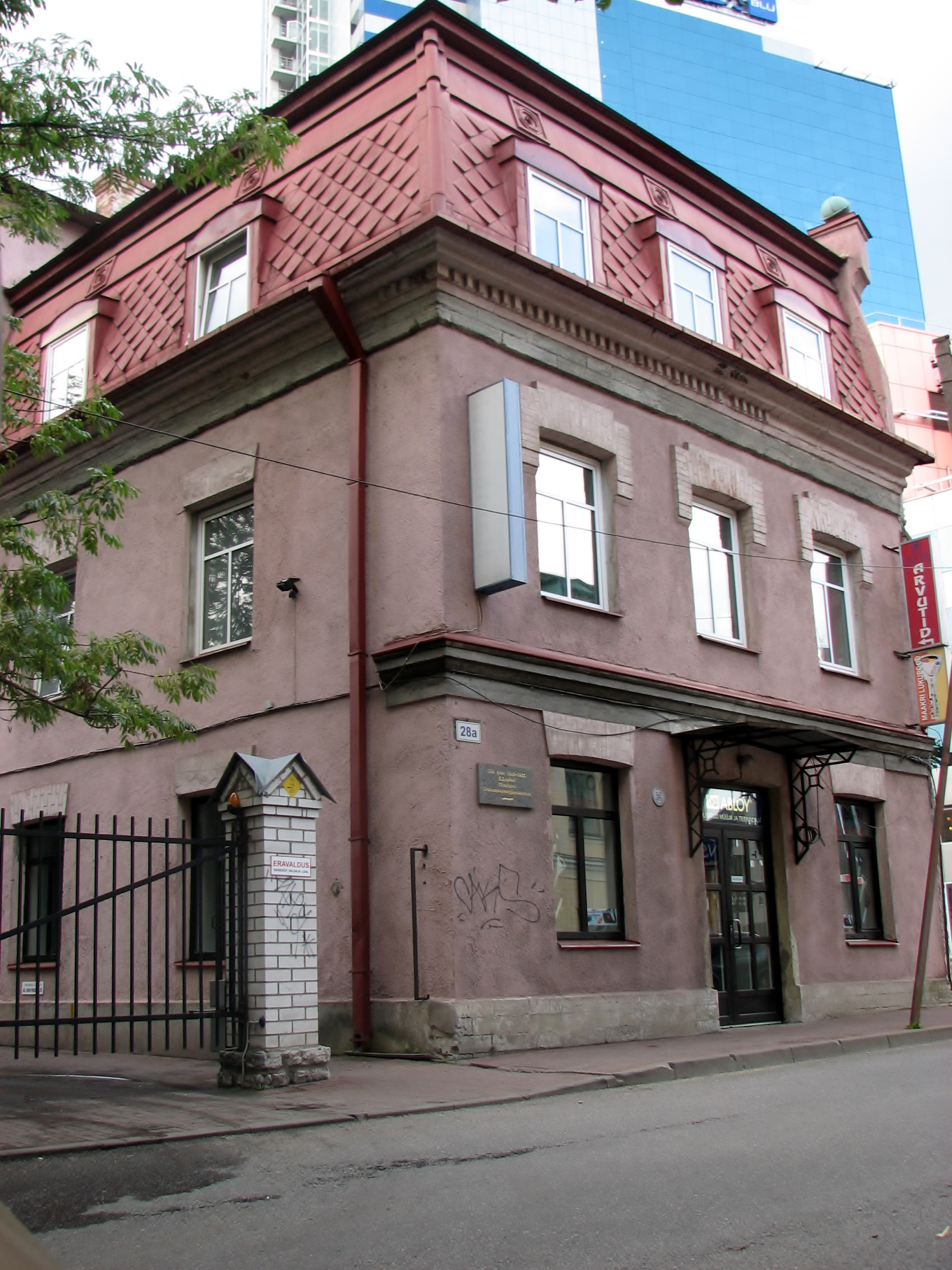
Дом 28А в 2013 году
Дом 34 в 2005 году (снесён в 2006 году)
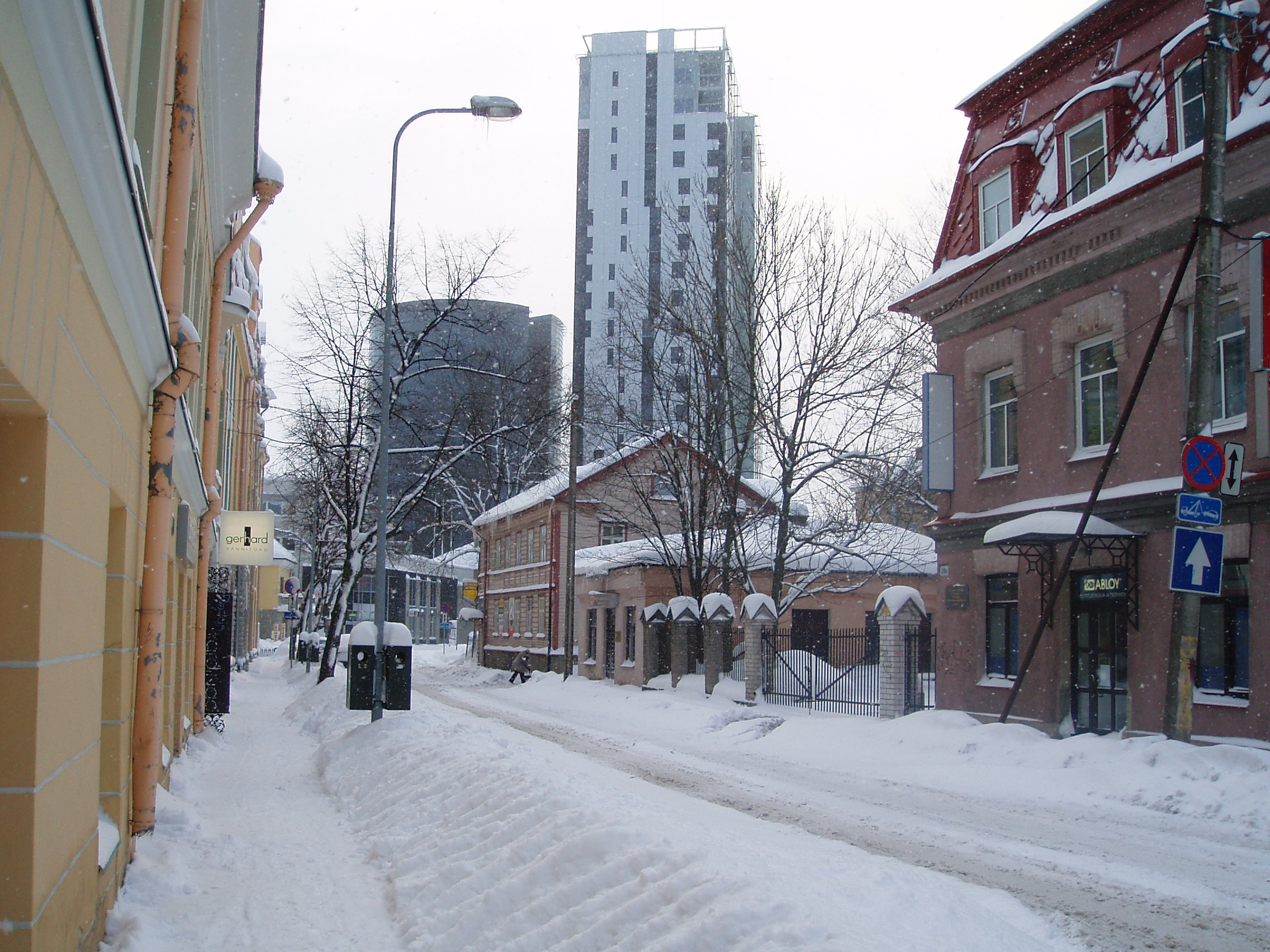
Вид в сторону конца улицы, на заднем плане — дом 36 (2010 год)